# Gérard Lamy
Pour l’article homonyme, voir Lamy.
Gérard Lamy (né le 2 mai 1919 à Shawinigan et mort le 26 octobre 2016 à Trois-Rivières) est un entrepreneur et homme politique fédéral du Québec.

## Biographie
Né à Grand-Mère dans la région de la Mauricie, Gérard Lamy devient député du Crédit social dans la circonscription fédérale de Saint-Maurice—Laflèche en 1962.
Tentant une réélection en 1963, il est défait par le futur premier ministre libéral Jean Chrétien. 
Tentant un retour à titre de candidat du Parti progressiste-conservateur du Canada dans la circonscription fédérale de Champlain en 1979, il est défait par le libéral Michel Veillette.